# Clubiona drassodes
Clubiona drassodes là một loài nhện trong họ Clubionidae.
Loài này thuộc chi Clubiona. Clubiona drassodes được Octavius Pickard-Cambridge miêu tả năm 1874.